# Sybilla Dekker
Sybilla Maria Dekker (ur. 23 marca 1942 w Alkmaarze) – holenderska polityk i działaczka gospodarcza, w latach 2002–2006 minister mieszkalnictwa, planowania przestrzennego i środowiska.

## Życiorys
Ukończyła w 1965 zarządzanie personelem w Sociale Academie te Amsterdam. Kształciła się również w zakresie nauk o organizacji na studiach podyplomowych na Uniwersytecie w Utrechcie. Była pracownikiem społecznym i inspektorem pracy w Arnhem, a także koordynatorką w izbie handlowej w tym mieście. Od 1979 do 1990 zatrudniona na dyrektorskich stanowiskach w ministerstwie rolnictwa. Od 1990 do 1996 zajmowała stanowisko dyrektora NVOB, zrzeszenia przedsiębiorców sektora budowlanego. Następnie do 2003 zarządzała stowarzyszeniem pracodawców AWVN wchodzącym w skład federacji VNO-NCW. Była jednocześnie członkinią rady dyrektorów VNO-NCW.
Od maja 2003 do września 2006 z rekomendacji Partii Ludowej na rzecz Wolności i Demokracji sprawowała urząd ministra mieszkalnictwa, planowania przestrzennego i środowiska w drugim i trzecim rządzie Jana Petera Balkenende. Ustąpiła po krytyce jej resortu w raporcie dotyczącym pożaru w ośrodku dla nielegalnych imigrantów w Schiphol-Oost z października 2005, w którym zginęło 11 osób.
Powoływana następnie w skład rad nadzorczych, organów zarządzających i doradczych różnych instytucji gospodarczych i organizacji pozarządowych.